# Ixerba brexioides
Ixerba brexioides är en tvåhjärtbladig växtart som beskrevs av Allan Cunningham. Ixerba brexioides ingår i släktet Ixerba och familjen Strasburgeriaceae. Inga underarter finns listade i Catalogue of Life.